# ルノー・R.S.20
ルノー・R.S.20 (Renault R.S.20) は、ルノーが2020年のF1世界選手権参戦用に開発したフォーミュラ1カーである。

## 概要
2020年2月12日、フランスのパリ・シャンゼリゼ通りに面したグループ・ルノーのフラッグシップストア「ラトリエ・ルノー」で体制発表会を行ったが、本車両についてはプレシーズンテスト用のカラーリングが施されたマシンの一部を画像で公開するにとどまった。チーム代表のシリル・アビテブールは、新車発表の時のマシンと実際にテストで走行するマシンが大きく異なる場合があるため、実際に走らないマシンを発表することに意味はないと述べ、開発の遅れを否定した。同月17日にシェイクダウンを行い、19日から始まったカタロニア・サーキットでのプレシーズンテストでも正式発表がないまま、ブラック塗装でカーナンバーのみイエローのR.S.20を走行させた。
開幕直前の3月11日、DPワールドとのタイトルスポンサー契約締結に合わせてR.S.20の正式なカラーリングが披露された。
前年のR.S.19から空力コンセプトが変更され、フロントノーズはメルセデスに近い細いものとなった。

## 2020年シーズン
ドライバーはダニエル・リカルドが残留し、前年はF1のレギュラーシートを失い、メルセデスのリザーブ兼テストドライバーを務めていたエステバン・オコンが加入した。
前年浮き沈みの激しかったチームだが、プレシーズンテストでは速さを見せ、暫定ではなく総合記録で上位に入るなど、戦闘力が改善していることを示唆した。コロナウイルスの世界的流行の影響が深刻化し、F1は休止状態となり、開幕戦となった7月のオーストリアGPまでの間には、リカルドが今シーズンを以てチーム離脱することや2021年以降の参戦が不安視されるなど、マシンよりチーム運営が不安視される情報が相次いだ。
そんななか、それを払拭するかのように開幕戦ではリカルドが予選Q3進出を果たし、オコンが入賞。シーズンの半分に当たる第8戦までの成績だが、純粋な比較はできないが、開幕戦からチームとして5戦連続入賞を記録。また、マシンの信頼性の不安も前年より改善し、レッドブル・リンクの2レースでは1台ずつリタイアを発生させたものの、以降は大きなトラブルは起きておらず、前年の問題点はいくらか改善された。また、マシンの特性的に前年に続き高速サーキット寄りのGPで強く、リカルドからは第7戦ベルギーGP予選後に「低ダウンフォース仕様の時のほうがマシンのバランスが良い」というコメントを残したことを証明するように、同予選でリカルドは4番手、オコンは6番手を獲得。決勝でも速さを維持し、オコンが5位、リカルドが4位かつファイナルラップでファステストラップも記録。また、同じ系統の第8戦イタリアGPでもダブル入賞を記録している。

## スペック

### シャシー
- 名称: ルノー R.S.20
- シャシー構成: ルノーF1チーム カーボンファイバー&アルミニウム・ハニカムコンポジットモノコック、ルノー・E-Tech 20 パワーユニット搭載（ストレスメンバー）
- サスペンション
  - フロント: カーボンファイバー製プッシュロッド式トーションバー（トップ&ボトム・ウィッシュボーン）
  - リア: カーボンファイバー製プルロッド式トーションバー（トップ&ボトム・ウィッシュボーン）
- ホイール: O・Z マグネシウム製
- トランスミッション: セミオートマチック・シーケンシャル電子制御（クイックシフト） 8速＋リバース1速 カーボンファイバー製メインケース
- 燃料システム: ケブラー強化ラバー燃料タンク ATL製
- エレクトロニクス: MES-マイクロソフト スタンダードECU
- ブレーキシステム: ブレンボ カーボンディスク、パッド、キャリパー、マスターシリンダー
- タイヤ: ピレリ
- コクピット: カーボンコンポジット製着脱式シート/6点式シートベルト/パドルシフト、クラッチパドル、およびDRS付きステアリング

### パワーユニット

#### エンジン
- 名称: ルノー E-Tech 20
- 排気量: 1,600cc
- 最高回転数: 15,000rpm(レギュレーションで規定)
- ターボチャージャー：シングルターボ、ブースト圧無制限（5bar）
- 最大燃料流量：100kg/h
- 最大燃料容量：110kg
- バンク角: 90度
- 気筒数: V型6気筒
- ボア: 80mm
- ストローク: 53mm
- クランクの高さ: 90mm
- バルブ数: 24（1気筒あたり4バルブ）
- 燃料噴射: 直接噴射

#### エネルギーリカバリーシステム(ERS)
- MGU-K
  - 最高回転数: 50,000rpm
  - 最大出力: 120kW
  - 最大エネルギー回生量: 2MJ（1周あたり）
  - 最大エネルギー放出量: 4MJ（1周あたり）
- MGU-H
  - 回転数: 100,000rpm以上
  - エネルギー回生量: 無制限

#### パワーユニット概要
- 重量: 145kg（FIA既定の最低重量）
- コンポーネント: 3基 - 内燃機関（エンジン,ICE）/ターボチャージャー(TC)/MGU-H/MGU-K[注 1]、2基 - エナジーストア(ES)/コントロールエレクトロニクス(CE)
- パワー: 950hp以上

## 記録
（key）
| 年   | No. | ドライバー | AUT | STY | HUN | GBR | 70A | ESP | BEL | ITA | TUS | RUS | EIF | POR | EMI | TUR | BHR | SKR | ABU | ポイント | ランキング |
| ---- | --- | ---------- | --- | --- | --- | --- | --- | --- | --- | --- | --- | --- | --- | --- | --- | --- | --- | --- | --- | -------- | ---------- |
| 2020 | 3   | リカルド   | Ret | 8   | 8   | 4   | 14  | 11  | 4   | 6   | 4   | 5   | 3   | 9   | 3   | 10  | 7   | 5   | 7   | 181      | 5位        |
| 2020 | 31  | オコン     | 8   | Ret | 14  | 6   | 8   | 13  | 5   | 8   | Ret | 7   | Ret | 8   | Ret | 11  | 9   | 2   | 9   | 181      | 5位        |

- 太字はポールポジション、斜字はファステストラップ
- † 印はリタイアだが、90%以上の距離を走行したため規定により完走扱い。